# Noventa Vicentina
Noventa Vicentina är en ort och kommun i provinsen Vicenza i regionen Veneto i Italien. Kommunen hade 8 955 invånare (2018).